# 天馬 (企業)
天馬株式会社（てんま）は、東京都北区に本社を置くプラスチック製品のメーカー。

## 沿革
- 1949年（昭和24年）- 太洋商事株式会社として設立。
- 1954年（昭和29年）- 天馬合成樹脂株式会社に商号を変更。
- 1964年（昭和39年） - プラスチック製ごみ箱「ポリトラッシュシリーズ」を開発、東京オリンピックを機に全国に普及拡大。
- 1987年（昭和62年）- 天馬株式会社に商号を変更。
- 1988年（昭和63年）- 東京証券取引所市場第二部に株式を上場。
- 1991年（平成3年） - 東京証券取引所市場第一部に指定替え。
- 1992年（平成4年） - 中国広東省中山市に天馬精塑（中山）有限公司を設立。
- 1995年（平成7年） - 中国上海市に上海天馬精塑有限公司を設立。
- 2004年（平成16年）- 中国深圳市の深圳美陽注塑有限公司を子会社化（2014年清算）。
- 2005年（平成17年）- 中国広東省中山市に天馬精密工業（中山）有限公司を設立。
- 2005年（平成17年）- 中国広東省深圳市に天馬精密注塑（深圳）有限公司を設立。
- 2007年（平成19年）- ベトナムハノイ市にTENMA VIETNAM CO.,LTDを設立。
- 2009年（平成21年）- 株式会社タクミック・エスピー（現・天馬アセアンホールディングス株式会社）を子会社化。
- 2010年（平成22年）- 中国蘇州市に天馬皇冠精密工業（蘇州）有限公司を設立（2022年清算）。PT.SUMMITPLAST（現・PT.TENMA　CIKARANG　INDONESIA）を子会社化。
- 2014年（平成26年）- TENMA（THAILAND）CO.,LTDの第二工場となるプラチンブリ工場稼働。
- 2017年（平成29年）- PT.TENMA INDONESIAの第二工場となるスルヤチプタ工場稼働。
- 2018年（平成30年）- 株式会社TQ設立（2022年清算）。TENMA（HCM）VIETNAM CO.,LTDのノイバイ工場稼働。
- 2023年（令和5年）- Nankai Enviro-Tech Corporation（現・Tenma America Corporation）及びNankai Mexico,S.A.de C.V.（現・TENMA PLASTIC MEXICO,S.A.DE C.V.）を子会社化。
- 2025年（令和7年）- マネジメント・バイアウトの一環として、FHLホールディングス株式会社が株式公開買付けにより議決権所有割合ベースで持株比率を64.39%に引き上げ、親会社となる[1]。

## 製品

### ハウスウエア
押入れやクローゼット、プライベートルームなど収納場所にて使用できる収納用品や、物干し、アイロン台、ゴミ箱などの家庭用品を開発。各商品は、細部にまで工夫を行い、類似商品と比べると少し値段が張るものの、丈夫さや使い易さにこだわった商品を開発している。中でも、プラスチック収納ケースの「フィッツケース」は販売開始から30年以上経過しているロングセラー商品となっており、同社の代表的な商品となっている。

### 樹脂製品
同社の本業。上記ハウスウエア製品を始めとした合成樹脂製品を生産。いわゆるビール箱においてアサヒビールと親密であり、特にアサヒスーパードライの躍進に連動し、同社の業績に貢献。

### 受託製造品
射出成形技術をベースとして、金型の設計/製作から成形・2次加工（アッセンブリ/塗装/印刷など）までを一貫して行っている。また、工業用プラスチック成形加工品の生産拠点として、国内に6工場、海外に11工場を持つ。

### 受注開発製品
物流に不可欠なコンテナや自動販売機に設置される大型ダストボックス、居酒屋等の飲食店で使用されるビールピッチャーなど幅広い産業分野に製品を供給している。

## 関連会社
- 天馬アセアンホールディングス株式会社
- 株式会社タクミック

## 不祥事

### ベトナム公務員贈収賄事件
2022年5月23日、税関や税務調査で求められた追徴金を免れるためにベトナムの公務員に現金を渡したとして、 東京地方検察庁特別捜査部は、天馬の元社長、元経営企画部長、現地子会社「天馬ベトナム」の元社長と法人としての天馬を、不正競争防止法違反（外国公務員への贈賄）の罪で在宅起訴した。2017年、ベトナム税関局は輸入販売事業の追徴金として天馬に約18億円の支払いを要請した。 しかし、税関の調査リーダーに約1千万円を渡した結果、追徴金はゼロになったという。2019年には、ベトナム税務局が法人税をめぐって約9千万円の追徴金を求め、調査リーダーは現金も要求した。約1500万円を渡すと、追徴金は約260万円に減ったという。
2022年11月4日、東京地方裁判所は元社長に懲役1年、執行猶予3年、元部長ら2人はいずれも懲役1年6月、執行猶予3年の判決を言い渡した。法人としての天馬は罰金2500万円とした。